# Teixidor social comú

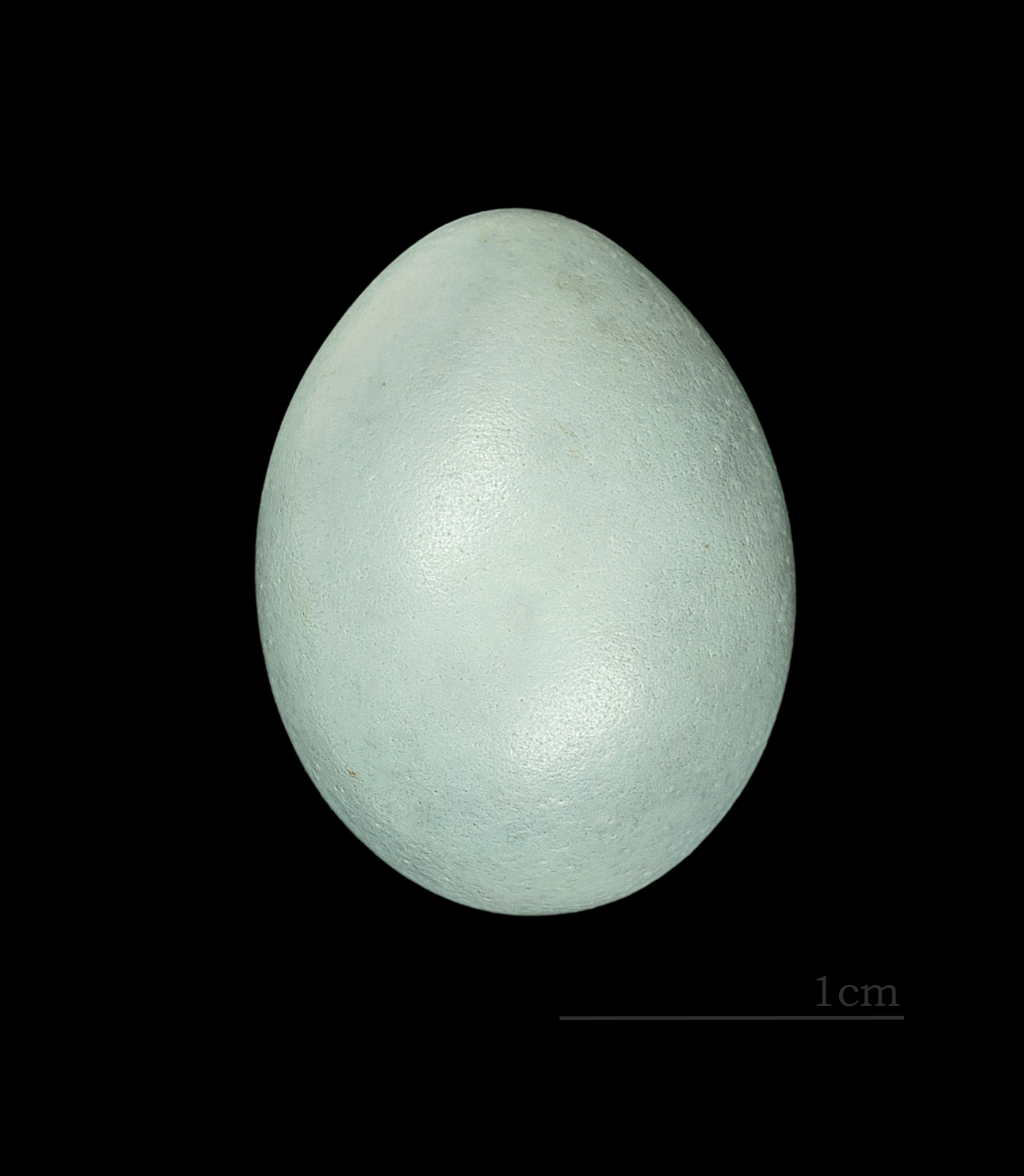
Ploceus cucullatus

El teixidor social comú o senzillament teixidor social (Ploceus cucullatus) és una espècie d'ocell de la família dels plocèids (Ploceidae) que habita sabanes, boscos clars, pantans i ciutats de la major part de l'Àfrica Subsahariana. Introduït a l'Hispaniola, Mascarenyes, São Tomé i altres indrets.